# 마이툭로안
마이툭로안(베트남어: Mai Thúc Loan / 梅叔鸞 매숙란, ? ~ 722년)은 제3차 중국의 베트남 지배 시기에 봉기를 일으켜 당나라의 통치에 저항한 지도자이다.

## 생애
마이툭로안은 마이푸(Mai Phụ, 현재 베트남 하띤성 탁하현) 출신으로, 몸집이 장대하였고 얼굴이 거무스레하였다. 어렸을 때 집안이 가난하였기 때문에 이후 응옥찐(玉征, 현재 남단현)으로 이사하였고, 매일 산으로 올라가 섶을 줍고 밭에 씨를 뿌리고 소를 치는 등 거친 일을 하고 살았다.
당시 당나라가 베트남인에게 강요한 세금 납부와 요역 동원이 심하였기 때문에 베트남인들은 오랫동안 불만을 품었고, 일찍이 여러 번 반란을 일으켰다. 722년, 당나라가 베트남 특산품인 여지(荔枝)를 징수하자 농민들의 불만이 폭발하였고, 마이툭로안이 이에 편승해 농민들을 불러모아 봉기하여 당에 저항하였다. 근처의 베트남인들 다수가 이에 호응하여 마이툭로안에게 왔고, 마이툭로안은 사남(沙南)을 근거지로 삼아 지형의 이점을 취한 뒤 당의 군대와 교전하였다. 이후에 람강(藍江)까지 이르러 베(衛) 산 근처에다 반안(萬安) 성을 쌓고 스스로 흑제(黑帝)를 칭하였다. 이에 베트남에선 마이툭로안을 마이학데(베트남어: Mai Hắc Đế / 梅黑帝 매흑제)로 부르기도 한다. 이후 마이툭로안은 남쪽의 참파, 천라, 락주도호부(駱州都護府) 각지의 산간 지역 추장들 등과 연합하였고, 북쪽으로 진격해 교주도호부(交州都護府)의 똥빈(宋平) 성을 공격하여 함락시켰다. 이후 잠시 동안 안남(安南)의 32개 주도(州都)가 마이툭로안에게 함락당했고, 마이툭로안은 군사가 40만이라고 일컬었다.
당 현종이 표기장군(驃騎將軍)이자 내시(內侍)인 양사모(楊思勖)를 보내 난을 진압하라고 하였다. 양사모는 안남대도호(安南大都護) 광초객(光楚客)과 함께 군사를 이끌고 한나라 때 마원이 지나갔던 길로 나아가 마이툭로안의 군사가 부주의한 틈을 타 기습하여 대패시켰다. 마이툭로안은 도주하였으나 오래지 않아 사망하였고, 잔여 세력들이 마이툭로안의 아들 마이툭후이를 옹립하여 저항을 이어갔으나 오래지 않아 완전히 진압되었다.